# Canada aux Jeux de l'Empire britannique de 1930
Le Canada était le pays hôte des Jeux de l'Empire britannique de 1930, qui ont eu lieu à Hamilton en Ontario du 16 au 23 août 1930.
Le Canada était l'un des onze pays à être représentés à ces Jeux inauguraux.
Melville Marks (Bobby) Robinson du Canada avait été chargé d'organiser les premiers Jeux de l'Empire britannique en 1928.
Lors de ces premiers Jeux, le Canada a remporté 54 médailles contre 61 pour l'Angleterre.
Terre-Neuve a concouru séparément aux Jeux de l'Empire britannique de 1930, mais n'a remporté aucune médaille. Terre-Neuve a également envoyé une équipe aux Jeux de l'Empire britannique de 1934, mais à partir de 1938, elle a concouru au sein du Canada.

## Médailles
| Médaille           | Nom                                                    | Sport      | Épreuve             |
| ------------------ | ------------------------------------------------------ | ---------- | ------------------- |
| Médaille d'or      | Percy Williams                                         | Athlétisme | 100 Yard            |
| Médaille d'or      | Alex Wilson                                            | Athlétisme | 400 Yard            |
| Médaille d'or      | Len Hutton (en)                                        | Athlétisme | Saut en longueur    |
| Médaille d'or      | Gordon Smallacombe (en)                                | Athlétisme | Triple saut         |
| Médaille d'or      | Victor Pickard                                         | Athlétisme | Saut à la perche    |
| Médaille d'or      | Jim Brown, Leigh Miller, Ralph Adams, John Fitzpatrick | Athlétisme | 4 × 110 yard relais |
| Médaille d'or      | Elswood Bole (en), Bob Richards (en)                   | Aviron     | Deux de couple      |
| Médaille d'or      | Gordon Smallacombe (en)                                | Athlétisme | Triple saut         |
| Médaille d'argent  | Alex Hillhouse (en)                                    | Athlétisme | 2 miles steeple     |
| Médaille d'argent  | Alex Hillhouse (en)                                    | Athlétisme | 3 miles             |
| Médaille d'argent  | Dudley Gallagher (en)                                  | Boxe       | Poids moyens (75kg) |
| Médaille de bronze | George Golding (en)                                    | Athlétisme | 440 yards           |

## Athlètes
Voici la liste du nombre de concurrents participant aux Jeux par sport/discipline.

### Athlétisme
100 Yard
- Percy Williams - Or, 9.9 s
- Johnny R. Fitzpatrick - Bronze, 10.2 s
- James/Jim "Buster" R. Brown - 3e de la deuxième manche
- Leigh Miller - 4e dans la série 3

120 Yard haies
- Howard Baker - 4e dans la manche 1
- Arthur "Art" Ravensdale - Disqualifié
- Bill Pierdon - Disqualifié

220 Yard
- Johnny R. Fitzpatrick - Argent
- James "Jimmy" A. Ball - 5ème en finale
- Napoleon Bourdeau - 3ème de la Série 2
- Frederick "Fred" William McBeth - 4e dans la série 3

440 Yard
- Alexander S. Wilson - Or, 48.8 s
- James "Jimmy" A. Ball - 5ème en Finale, 49.4 s (in Heat ?)
- Stan B. Glover - 3e dans la manche 2
- John Hickey - 4e dans la manche 2
- Walter Connolly - 4e de la série 3

440 Yard haies
- Walter Connolly - 5ème en Finale
- John Hickey - 6ème en Finale
- Frederick "Fred" William McBeth - Heat

880 Yard
- Alexander S. Wilson - Bronze, 1 min 54.9 s
- Percy Pickard - 8ème en finale
- Brant Little - 6e dans la série 1

1 mile
- Jack S. Walters - 4e en finale

2 mile steeple
- Art S. Wilkins - 4ème en finale
- Bill Reid - 5ème en finale
- Pete Suttie - 6ème en finale

3 miles
- Walter Hornby
- Fred Sargeant
- George Ball

6 miles
- Billy Reynolds - 6ème
- Wilf McCluskey - 8ème
- George Irwin - 9ème
- Harold Webster - 10ème

4 × 110 yard relais
- Canada - Or, 42.2 s
  - James/Jim "Buster" R. Brown
  - Johnny R. Fitzpatrick
  - Leigh Miller
  - Ralph A. Adams

4 × 440 yard relais
- Canada - Argent, 3 min 19.8 s
  - Alexander S. Wilson
  - Arthur "Art" Alan Scott
  - James "Jimmy" A. Ball
  - Stan B. Glover

Marathon
- Johnny Miles - Bronze, 2 h 48 min 23 s
- Percival Wyer - 4ème
- Silas McLellan - 6ème
- Norman Dack - 7ème
- Ezra Lee - 10ème
- Jack/John Cuthbert - N'a pas terminé

Lancer du poids
- M.C. "Charlie" Herman - Bronze, 12,98 m
- Abe Zvonkin - 4ème, 12,63 m
- John A. Cameron
- Archie Stewart

Lancer du disque
- M.C. "Charlie" Herman - Argent, 	41,22 m
- Abe Zvonkin - Bronze, 41,17 m
- George W. Sutherland
- Archie Stewart

Lancer du javelot
- Doral W. Pilling - Argent, 55,93 m
- Archie Stewart - 6ème, 44,85 m

Lancer du marteau
- John A. Cameron - Bronze, 44,45 m
- Archie McDiarmid - 6ème, 	42,44 m
- George W. Sutherland
- M.C. "Charlie" Herman

Saut en longueur
- Leonard "Len" Hutton - Or, 7,20 m
- Chester Smith - 4ème, 6,79 m
- Gordon "Spike" Smallacombe - 5ème, 6,61 m

Triple saut
- Gordon "Spike" Smallacombe - Or, 14,76 m
- Leonard "Len" Hutton, Bronze, 13,90 m
- George W. Sutherland - 4ème, 13,75 m

Saut en hauteur
- William/Clarence Stargratt - Bronze, 1,85 m
- Duncan Anderson McNaughton - 4ème
- Gordon "Spike" Smallacombe
- Jack/John Portland

Saut à la perche
- Victor Pickard - Or, 3,73 m
- Robert Stoddard - Bronze, 3,66 m
- Alf "Sunny" Gilbert - 4ème

### Aviron
Quatre barré masculin
- Canada - Argent
  - A. Miles
  - D.L. Gales
  - H.R. McCuaig
  - J.A. Butler
  - R.S. Evans

Quatre sans barreur masculin
- Canada - Argent
  - J. Gayner
  - J. Fleming
  - Albert Bellew
  - Henry Pelham

Deux de couple masculin
- Canada - Or
  - Boles
  - Richards

Huit masculin
- Canada - Bronze
  - A. Taylor
  - D. Doal
  - E. Eastwood
  - F. Fry
  - J. Zabinsky
  - L. Bawks
  - L. McDonald
  - W. Moore
  - W. Thorburn

### Boxe
Poids mouches (-50,8 kg)
- R. Galloway - Bronze

'Poids coqs (-53,5 kg)
- J. Keller - Bronze

'Poids légers (-61,2 kg)
- G. Canzano - Argent

Poids welters (-66,7 kg)
- H. Williams - Argent

Poids mi-lourds (-79,4 kg)
- A. Pitcher - Bronze

Poids lourds (+79,4 kg)
- W. Skimming - Argent

### Plongeon
Tremplin de 3 m Homme
- Alfred Phillips - Or, 90.6 points
- Cyril Kennett - Argent, 130 points
- Arthur H. Stott - Bronze, 127 points

Tremplin de 3 m Femme
- Doris Ogilvie - Argent, 89.7 points
- H. Mollie Bailey - Bronze, 88.7 points

Plateforme de 10 m Femme
- Pearl Stoneham - Or, 39.3 points
- Helen McCormack - Argent, 38.3 points

Plateforme de 10 m Homme
- Alfred Phillips - Or, 147 points
- Samuel Walker - Bronze, 83.3 points

### Lawn bowls
Doubles Hommes
- Canada - Bronze
  - Arthur S. Reid
  - W.W. Moore

Men's Rinks/Quatre hommes
- Canada - Silver
  - Harry J. Allen
  - Jimmy Campbell
  - Mitch Thomas
  - W. "Billy" Rae

### Natation
100 yards nage libre
- F. Munro Bourne - Gold, 56.00 s
- Albert Gibson - Bronze

400 yards nage libre
- George Burleigh - Bronze

1 500 yards nage libre
- George Burleigh - Bronze

200 yards brasse
- Jack Aubin - Gold, 2 min 35.40 s

4x100 yards nage libre Femme
- Canada - Argent, 4 min 33.0 s
  - Elizabeth "Betty" Edwards
  - Irene Pirie-Milton
  - Marjorie Linton
  - Peggy Bailey

Relais 4×200 yards nage libre Homme
- Canada - Or, 8 min 42.40 s
  - B. Gibson
  - F. Munro Bourne
  - George Burleigh
  - Jimmy Thompson

### Lutte
Poids coqs (57 kg)
- James Trifunov - Or

Poids plumes (62 kg)
- Clifford Chilcott - Or

Poids légers (68 kg)
- Howard Thomas - Or

Poids welters (74 kg)
- Reg Priestly - Or

Poids moyens (82 kg)
- Mike Chepwick - Or

Poids mi-lourds (90 kg)
- L. McIntyre - Or

Poids lourds (100 kg)
- Earl McCready - Or